# سه برادر (فیلم ۲۰۰۲)
سه برادر (به هندی: Om Jai Jagadish) فیلمی است محصول سال ۲۰۰۲ و به کارگردانی انوپم کهیر است. در این فیلم بازیگرانی همچون وحیده رحمان، آنیل کاپور، فردین خان، آبیشک باچان، ماهیما چودری، اورمیلا ماتوندکار، تارا شارما، آنو کاپور، راجو کهیر، لیلیت دوبی ایفای نقش کرده‌اند.